# Wiktor Emanuel III

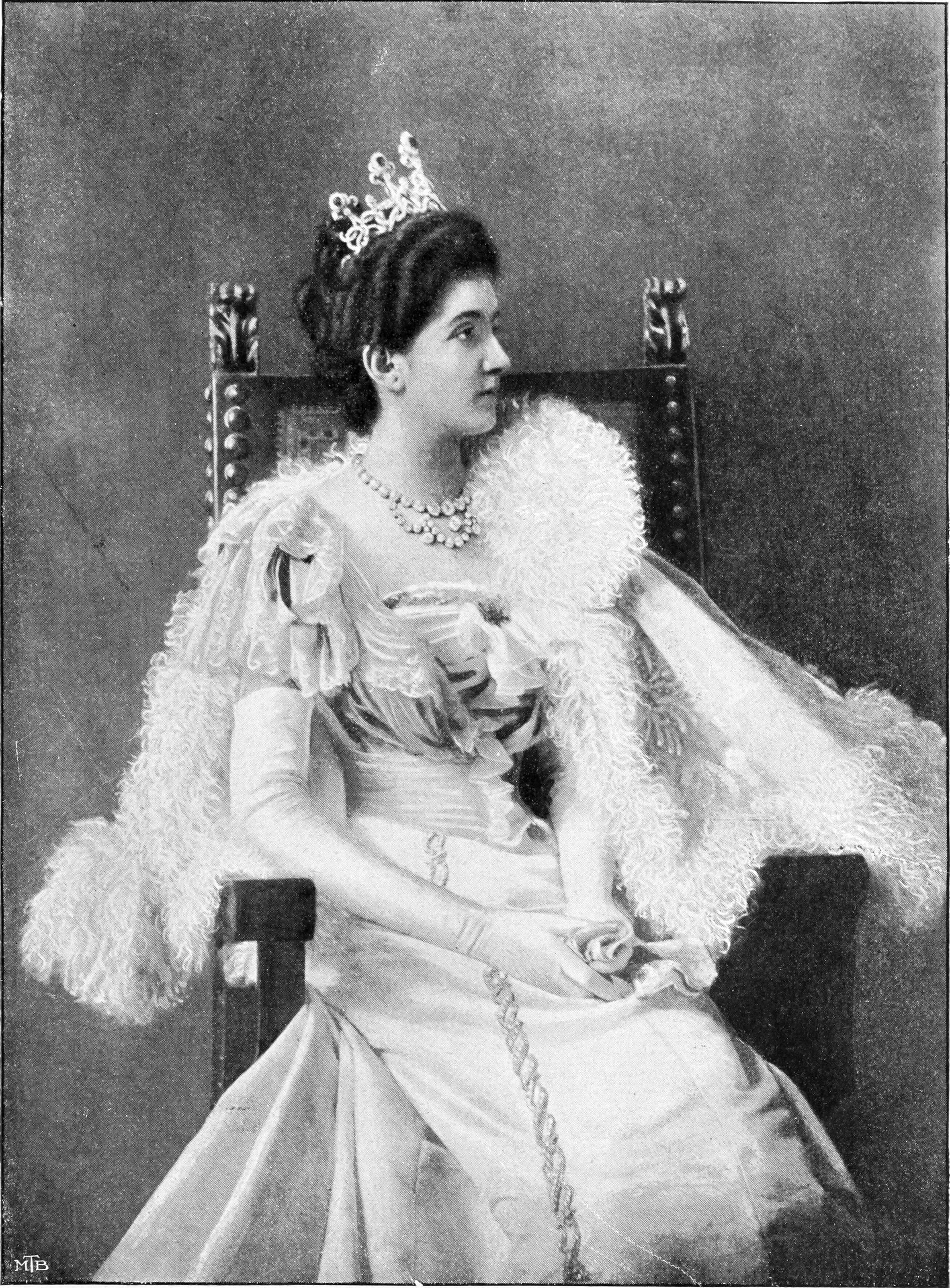
Helena Petrowić-Niegosz, żona Wiktora Emanuela III

Wiktor Emanuel III, właśc. Wiktor Emanuel Ferdynand Maria January (wł. Vittorio Emanuele Ferdinando Maria Gennaro) (ur. 11 listopada 1869 w Neapolu, zm. 28 grudnia 1947 w Aleksandrii) – król Włoch z dynastii sabaudzkiej od 29 lipca 1900 do 9 maja 1946, cesarz Etiopii w latach 1936–1941 (tytuł nieuznany przez większość państw na świecie), król Albanii w latach 1939–1943.
Ze względu na swój niski wzrost i wojenne sukcesy podczas wojny włosko-tureckiej, a potem I wojny światowej, doczekał się przydomku Mała Szabla.

## Życiorys
Wiktor Emanuel urodził się jako syn Humberta I i Małgorzaty Sabaudzkiej. Jego chrzciny miały imponującą oprawę, godną największych rodów królewskich. Mały książę Neapolu – choć był słabego zdrowia – otrzymał bardzo staranne wykształcenie. Codziennie od siódmej rano do dziewiątej wieczorem, niemal bez chwili odpoczynku, uczył się pod kierunkiem nauczycieli. Obdarzonemu żywą inteligencją, oczytanemu, odważnemu, dobrze przygotowanemu do wypełniania przyszłych obowiązków księciu wybaczało się niezbyt atrakcyjny wygląd i niski wzrost.
Jako następca tronu przebywał na manewrach cesarskich w Szczecinie w dniach 9–12 września 1895. Wstąpił na tron po śmierci ojca z rąk zamachowca. Jego nieśmiałość, młody wiek i tragiczny splot okoliczności, który doprowadził go do wstąpienia na tron, sprawiały, że był powszechnie lubiany, mimo licznych nietaktów i liberalnych poglądów – a może właśnie dzięki nim. Najważniejszą osobistością areny politycznej był za jego rządów Giovanni Giolitti, czterokrotnie piastujący urząd premiera przed pierwszą wojną światową w okresie nasilających się zamieszek wśród robotników.
Poza obowiązkami monarchy król pozwalał sobie z rzadka na drobne przyjemności – lekturę, łowienie ryb, kolekcjonowanie numizmatów. Styl życia i panowania Wiktora Emanuela III odbiegał znacznie od tego, jaki preferowali jego poprzednicy. Dwór był zdecydowanie mniejszy, a sam monarcha pozostawał nieco w cieniu, ograniczając się do pełnienia funkcji reprezentacyjnych i rozjemczej. Rządził krajem, gdyż od najmłodszych lat wpajano mu poczucie obowiązku, ale w każdej chwili mógłby bez żalu z niego zrezygnować.

### Podbój Libii
Późno zjednoczone państwo włoskie nie zdążyło utworzyć imperium kolonialnego na miarę brytyjskiego, czy nawet niemieckiego. Król Wiktor Emanuel III postanowił jednak przejąć posiadłości Imperium Osmańskiego w Afryce – głównie chodziło o tereny dzisiejszej Libii, tj. regiony Trypolitanii, Fazzan i Cyrenajki. Latem 1902 roku rząd włoski zawarł tajne porozumienie z Francją, a w 1909 roku z Rosją, gwarantujące neutralność tych państw podczas ewentualnego konfliktu włosko-tureckiego.
Pod koniec września 1911 roku Włochy wystosowały do Turcji ultimatum, a 3 października flota włoska zbombardowała Trypolis. Miasto to, będące największym ośrodkiem urbanizacyjnym regionu zostało zdobyte jeszcze w tym samym miesiącu. W wyniku działań wojennych i podpisanego 5 listopada 1911 roku królewskiego dekretu o przejęciu suwerennej władzy nad Libią, region ten znalazł się pod kontrolą Włoch. Traktat pokojowy został podpisany 18 października 1912 roku na terenie Szwajcarii.
Podczas jego rządów w latach 1911–1916 wprowadzone zostało powszechne prawo wyborcze dla mężczyzn, a Włochy pokonały Turcję i zajęły Trypolitanię.

### I wojna światowa
W 1915 Włochy, kierowane przez Antonia Salandrę, przystąpiły do pierwszej wojny światowej po stronie ententy przeciwko Austro-Węgrom, a w 1916 – wypowiedziały wojnę Niemcom. Niezadowolenie z podziału łupów i trwające nadal tarcia społeczne przyczyniły się do sukcesu faszyzmu. W wyniku Marszu na Rzym, Wiktor Emanuel powierzył 29 października 1922 Benito Mussoliniemu misję sformowania rządu. Życie dworskie zostało ograniczone do niezbędnego minimum, a sam król w żaden sposób nie ingerował w jego dalekie od demokratycznych standardów rządy.

### II wojna światowa
Włochy przystąpiły do wojny 10 czerwca 1940 roku jako sojusznik III Rzeszy. Wiktor Emanuel czynił wysiłki, by zapobiec wystąpieniu Włoch po stronie Niemiec. Bardzo często występował jako zwolennik neutralności, przy czym jawnie demonstrował swą niechęć do Niemców. Hrabia Galeazzo Ciano mówił wprost o germanofobii króla, który nie wierzył w powodzenie militarne. Na tle udziału Włoch w wojnie dochodziło bardzo często do sporów pomiędzy Wiktorem Emanuelem a Mussolinim. Tam gdzie mógł, król sprzeciwiał się Duce. Opierał się wysłaniu nowych dywizji do ZSRR. Był sceptyczny wobec zapewnień dyktatora, że Włochy mają wystarczająco dużo sprzętu wojennego.
Pomimo klęsk włoskiej armii na wszystkich frontach, utracie kolonii i lądowaniu aliantów zachodnich na Sycylii Wiktor Emanuel III nie był w stanie samodzielnie podjąć decyzji o zdymisjonowaniu Duce. Uczynił to dopiero po tym, jak decyzję o jego dymisji 25 lipca 1943 roku przegłosowała Wielka Rada Faszystowska. Tego samego dnia Wiktor Emanuel III przyjął Mussoliniego na ostatniej audiencji. Po jej zakończeniu z rozkazu króla został on aresztowany. Nowym szefem rządu został marszałek Pietro Badoglio. Król doprowadził także do rokowań z aliantami.

### Abdykacja i schyłek życia
Chcąc ratować monarchię włoską, skompromitowaną współpracą z faszyzmem, 9 maja 1946 abdykował na rzecz syna, Humberta II. W tym samym roku na mocy referendum utworzono we Włoszech republikę (większością 55% głosów) i obaj monarchowie wyemigrowali do Egiptu.
Wiktor Emanuel był namiętnym zbieraczem monet i ich znawcą o sławie światowej. Całą kolekcję ukradziono mu w Kairze.

## Rodzina
24 października 1896 w rzymskiej bazylice Matki Bożej Anielskiej Wiktor Emanuel III ożenił się z księżniczką Heleną Czarnogórską. Z woli matki Wiktora Emanuela, jego przyszła małżonka zmieniła wyznanie z prawosławnego na rzymskokatolickie. W proteście przeciwko zmianie wiary, rodzina panny młodej nie stawiła się na ślubie (z wyjątkiem jednej z sióstr). Potomstwo Wiktora Emanuela i Heleny to:
- Jolanta Małgorzata Milena Elżbieta Romana Maria (wł. Iolanda Margherita Milena Elisabetta Romana Maria)(inne języki) (1901-1986)

∞ Jerzy Karol Calvi, hrabia Bergolo
- Matylda Maria Elżbieta Anna Romana (wł. Mafalda Maria Elisabetta Anna Romana)(inne języki) (1902–1944)

∞ książę Filip Hessen-Kassel (syn Fryderyka Karola Heskiego)
- Humbert II właściwie Humbert Mikołaj Tomasz Jan Maria (wł. Umberto Nicola Tommaso Giovanni Maria) (1904-1983), ostatni król Włoch

∞ Maria Józefa Belgijska
- Joanna Elżbieta Antonia Romana Maria (wł. Giovanna Elisabetta Antonia Romana Maria) (1907-2000)

∞ Borys III, car Bułgarii
- Maria Franciszka Anna Romana (wł. Maria Francesca Anna Romana) (1914-2001)

∞ książę Ludwik Karol Burbon-Parmeński (syn Roberta Parmeńskiego)

## Pełna tytulatura
Jego Królewska Mość Wiktor Emanuel III, z łaski Bożej król Włoch i Albanii, cesarz Etiopii, król Sardynii, Cypru, Jerozolimy i Armenii, książę Sabaudii, książę Carignano, Piemontu, Oneglii, Poirino, Turynu, książę i stały wikariusz Świętego Cesarstwa Rzymskiego we Włoszech, książę Karmanioli, Montmellianu z Arbin i Francin, książę baliw księstwa Aosty, Chieri, Dronero, Crescentino, Riva di Chieri i Banna, Busca, Bene, Brà, książę Genui, Monferratu, Chiablese, Genevese, Piacenzy, Carignano Ivoy, margrabia Iwrei, Saluzzo, Suzy, Ceva, Maro, Oristano, Cesana, Savona, Tarantazji, Borgomanero i Cureggio, Caselle, Rivoli, Pianezzy, Govone, Salussoli, Racconigi z Tegerone, Migliabruną i Motturone, Cavallermaggiore, Marene, Modane oraz Lansleburga, Livorno (Ferrary), Santhii, Agliè, Barge, Centallo i Demonte, Dessany, Ghemme, Vigone, Villafranca, hrabia Moriany, Ginevry, Nizzy, Tendy, Romontu, Asti, Alessandrii, Goceano, Novary, Tortony, Bobbio, Soissons, hrabia Cesarstwa Francuskiego, hrabia S. Antioco, Pollenzo, Roccabruny, Tricerro, Bairo, Ozegny, Apertole, baron Vaud i Faucigny, suweren Monako Roccabruny i 11/12 części Mentony, pan Vercelli, Pinerolo, Lomelliny i Valle Sesia, nobil i patrycjusz Wenecji, patrycjusz Ferrary etc...

## Ordery i odznaczenia
- Wielki Mistrz Orderu Annuncjaty[13] w 1887, a od 1900 Wielki Mistrz[14]
- Wielki Mistrz Orderu Świętych Maurycego i Łazarza[13]
- Wielki Mistrz Orderu Sabaudzkiego Wojskowego[13]
- Wielki Mistrz Orderu Sabaudzkiego Cywilnego[13]
- Wielki Mistrz Orderu Korony Włoch[13]
- Wielki Mistrz Orderu Orła Rzymskiego[15]
- Baliw Krzyża Wielkiego Honoru i Dewocji Zakonu Maltańskiego[13]
- Order Złotego Runa (1878, Hiszpania)[13][16]
- Królewski Łańcuch Wiktoriański (1903, Wielka Brytania)[17]
- Order Świętego Andrzeja (Rosja)[13]
- Order Pogromcy Niedźwiedzia (Łotwa)[18]
- Order Podwiązki (Anglia)[13]
- Order Orła Czarnego (Prusy)[13]
- Order Świętego Piotra (Czarnogóra)[19]
- Order Krzyża Wolności I klasy III kategorii (Estonia)[20]
- Order Świętego Huberta (Bawaria)[13]
- Order Królewski Serafinów (Szwecja)[13]
- Order Słonia (Dania)[13]
- Order Korony Rucianej (Saksonia)[13]
- Order Orła Białego (Polska)[21]
- Krzyż Wielki Orderu Wojskowego Virtuti Militari (nr 6 – 12 grudnia 1923, Polska)[22][23]
- Wstęga Trzech Orderów (1919, Portugalia)[24]:
  - Krzyż Wielki Orderu Chrystusa
  - Krzyż Wielki Orderu św. Jakuba
  - Krzyż Wielki Orderu Avis
- Łańcuch Orderu Białej Róży (1920, Finlandia)[25]
- Order Świętych Cyryla i Metodego (Bułgaria)[26]
- Order Najwyższy Chrystusa (1932, Watykan)[27]
- Krzyż Wielki Orderu Jarzma i Strzał (1937, Hiszpania)[28]
- Krzyż Wielki Orderu Świętego Stefana (1887, Austro-Węgry)[29]
- Order Krzyża Pogoni I klasy z mieczami (1927, Litwa)[30]

## Rodowód
|                    |                                    |  |                                   |                                        |  |  |  |  |  |  |  | Karol Emanuel Sabaudzki-Carignano |
|                    |                                    |  |                                   |                                        |  |  |  |  |  |  |  |                                   |
|                    | Karol Albert Sabaudzki             |  |                                   |                                        |  |  |  |  |  |  |  |                                   |
|                    |                                    |  |                                   |                                        |  |  |  |  |  |  |  |                                   |
|                    |                                    |  |                                   | Maria Krystyna Kurlandzka              |  |  |  |  |  |  |  |                                   |
|                    |                                    |  |                                   |                                        |  |  |  |  |  |  |  |                                   |
|                    | Wiktor Emanuel II                  |  |                                   |                                        |  |  |  |  |  |  |  |                                   |
|                    |                                    |  |                                   |                                        |  |  |  |  |  |  |  |                                   |
|                    |                                    |  |                                   | Ferdynand III Toskański                |  |  |  |  |  |  |  |                                   |
|                    |                                    |  |                                   |                                        |  |  |  |  |  |  |  |                                   |
|                    | Maria Teresa Toskańska             |  |                                   |                                        |  |  |  |  |  |  |  |                                   |
|                    |                                    |  |                                   |                                        |  |  |  |  |  |  |  |                                   |
|                    |                                    |  |                                   | Luiza Maria Amelia Teresa Sycylijska   |  |  |  |  |  |  |  |                                   |
|                    |                                    |  |                                   |                                        |  |  |  |  |  |  |  |                                   |
|                    | Humbert I                          |  |                                   |                                        |  |  |  |  |  |  |  |                                   |
|                    |                                    |  |                                   |                                        |  |  |  |  |  |  |  |                                   |
|                    |                                    |  |                                   | Leopold II Habsburg-Lotaryński         |  |  |  |  |  |  |  |                                   |
|                    |                                    |  |                                   |                                        |  |  |  |  |  |  |  |                                   |
|                    | Rajner Józef Habsburg-Lotaryński   |  |                                   |                                        |  |  |  |  |  |  |  |                                   |
|                    |                                    |  |                                   |                                        |  |  |  |  |  |  |  |                                   |
|                    |                                    |  |                                   | Maria Ludwika Burbon                   |  |  |  |  |  |  |  |                                   |
|                    |                                    |  |                                   |                                        |  |  |  |  |  |  |  |                                   |
|                    | Maria Adelajda Habsburg-Lotaryńska |  |                                   |                                        |  |  |  |  |  |  |  |                                   |
|                    |                                    |  |                                   |                                        |  |  |  |  |  |  |  |                                   |
|                    |                                    |  |                                   | Wiktor Amadeusz II Sabaudzki-Carignano |  |  |  |  |  |  |  |                                   |
|                    |                                    |  |                                   |                                        |  |  |  |  |  |  |  |                                   |
|                    | Maria Elżbieta Sabaudzka           |  |                                   |                                        |  |  |  |  |  |  |  |                                   |
|                    |                                    |  |                                   |                                        |  |  |  |  |  |  |  |                                   |
|                    |                                    |  |                                   | Józefina Lotaryńska-Brionne            |  |  |  |  |  |  |  |                                   |
|                    |                                    |  |                                   |                                        |  |  |  |  |  |  |  |                                   |
| Wiktor Emanuel III |                                    |  |                                   |                                        |  |  |  |  |  |  |  |                                   |
|                    |                                    |  |                                   |                                        |  |  |  |  |  |  |  |                                   |
|                    |                                    |  | Karol Emanuel Sabaudzki-Carignano |                                        |  |  |  |  |  |  |  |                                   |
|                    |                                    |  |                                   |                                        |  |  |  |  |  |  |  |                                   |
|                    | Karol Albert Sabaudzki             |  |                                   |                                        |  |  |  |  |  |  |  |                                   |
|                    |                                    |  |                                   |                                        |  |  |  |  |  |  |  |                                   |
|                    |                                    |  |                                   | Maria Krystyna Kurlandzka              |  |  |  |  |  |  |  |                                   |
|                    |                                    |  |                                   |                                        |  |  |  |  |  |  |  |                                   |
|                    | Ferdinand Sabaudzki-Genua          |  |                                   |                                        |  |  |  |  |  |  |  |                                   |
|                    |                                    |  |                                   |                                        |  |  |  |  |  |  |  |                                   |
|                    |                                    |  |                                   | Ferdynand III Toskański                |  |  |  |  |  |  |  |                                   |
|                    |                                    |  |                                   |                                        |  |  |  |  |  |  |  |                                   |
|                    | Maria Teresa Toskańska             |  |                                   |                                        |  |  |  |  |  |  |  |                                   |
|                    |                                    |  |                                   |                                        |  |  |  |  |  |  |  |                                   |
|                    |                                    |  |                                   | Luiza Maria Amelia Teresa Sycylijska   |  |  |  |  |  |  |  |                                   |
|                    |                                    |  |                                   |                                        |  |  |  |  |  |  |  |                                   |
|                    | Małgorzata Sabaudzka-Genua         |  |                                   |                                        |  |  |  |  |  |  |  |                                   |
|                    |                                    |  |                                   |                                        |  |  |  |  |  |  |  |                                   |
|                    |                                    |  |                                   | Maksymilian Saksoński                  |  |  |  |  |  |  |  |                                   |
|                    |                                    |  |                                   |                                        |  |  |  |  |  |  |  |                                   |
|                    | Jan Saksoński                      |  |                                   |                                        |  |  |  |  |  |  |  |                                   |
|                    |                                    |  |                                   |                                        |  |  |  |  |  |  |  |                                   |
|                    |                                    |  |                                   | Karolina Burbon-Parmeńska              |  |  |  |  |  |  |  |                                   |
|                    |                                    |  |                                   |                                        |  |  |  |  |  |  |  |                                   |
|                    | Elżbieta Saksońska                 |  |                                   |                                        |  |  |  |  |  |  |  |                                   |
|                    |                                    |  |                                   |                                        |  |  |  |  |  |  |  |                                   |
|                    |                                    |  |                                   | Maksymilian I Józef Wittelsbach        |  |  |  |  |  |  |  |                                   |
|                    |                                    |  |                                   |                                        |  |  |  |  |  |  |  |                                   |
|                    | Amelia Augusta Wittelsbach         |  |                                   |                                        |  |  |  |  |  |  |  |                                   |
|                    |                                    |  |                                   |                                        |  |  |  |  |  |  |  |                                   |
|                    |                                    |  |                                   | Karolina Fryderyka Badeńska            |  |  |  |  |  |  |  |                                   |
|                    |                                    |  |                                   |                                        |  |  |  |  |  |  |  |                                   |